# Bernardo Zamagna
Bernardo Zamagna, né le 5 novembre 1735 à Raguse, dans la république de Raguse (actuelle Croatie), et décédé le 20 avril 1820 dans la même ville, est un jésuite italien, helléniste, humaniste et poète de renom.

## Biographie
Né le 9 novembre 1735, à Raguse, il embrassa la règle de Saint-Ignace en 1753. La famille patricienne des Zamagna, originaire des Pouilles, a produit d’autres personnages distingués par leurs connaissances, leur érudition, leurs services dans les fonctions ecclésiastiques, civiles et diplomatiques. 
Tandis qu’il s’appliquait à la théologie au Collège romain, il fut chargé de présider aux exercices de controverse, place qui n’était confiée qu’aux jeunes gens les plus distingués par leur esprit et leur érudition. En 1772, il professait la rhétorique à Sienne. Après la suppression de l’Institut, il fut pourvu de la chaire de littérature et de celle de langue grecque au collège de Milan. Lorsque les Français se furent emparé de l’Italie, le P. Zamagna se retira dans sa patrie, où il est mort en 1820. Il était membre de l’Académie d'Arcadie sous le nom de Triphylius Cephisius. Zamagna est auteur de plusieurs poèmes, parmi lesquels on distingue Echo et le Navigateur aérien ; mais sa réputation se fonde surtout sur les traductions qu’il a faites en vers latins de l’Odyssée d’Homère et des poèmes d’Hésiode, de Théocrite, de Moschos et Bion, traductions qu’on a jugées supérieures à celles qui les avaient précédées.

## Œuvres

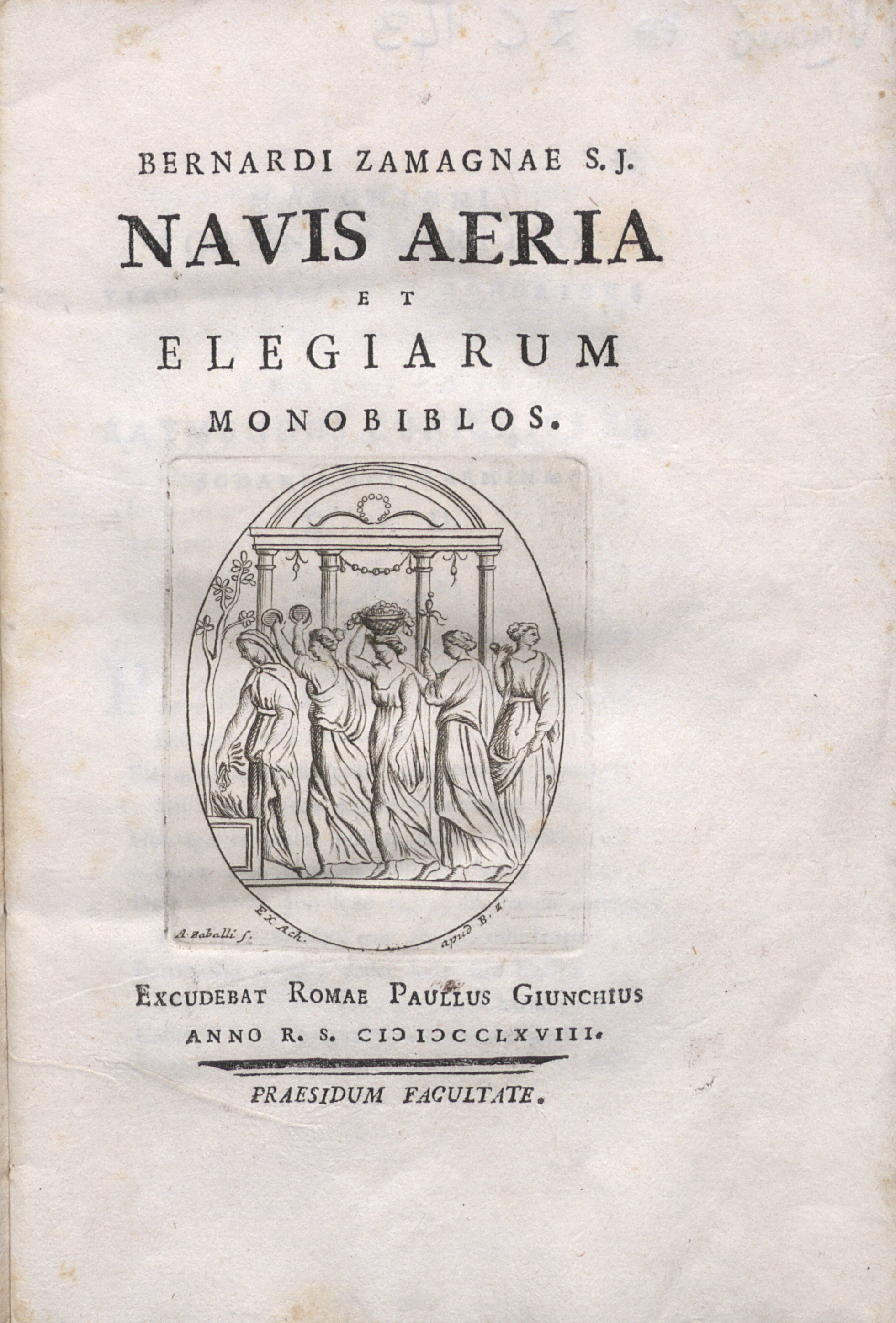
Navis aeria et elegiarum monobiblos, Rome, Paolo Giunchi, 1768.

- Homeri Odyssea, Venise et Sienne, 1777, in fol. (Cunich a traduit l’Iliade).
- Hesiodi opera omnia, cum adnotationibus, etc., Parme, Bodoni, 1785 (lire en ligne).
- Theocriti, Moschi et Bionis idyllia omnia, Parme, Bodoni, 1784, in-8° ; Sienne, 1788, in-8°. Dans la traduction des trente idylles de Théocrite, Zamagna en a adopté sept traduites par Raimond Cunich.
- Echo, libri duo, Rome, 1764, in-8°. Le même volume contient : Selecta Græcorum carmina versa latine, par Raim. Cunich.
- Navis aeria, libri duo et elegiarum monobiblos, Rome, Paolo Giunchi, 1768 (lire en ligne).
- Volumen epistolarum ad amicos, Venise, sans date, in-4°. Les autres productions de Zamagna consistent en pièces détachées, élégies, idylles, publiées dans différentes occasions, et en deux discours latins, dont l’un sur la mort du P. Boscovich.